# Galați (stacja kolejowa)
Galați (rum: Gara Galați) – stacja kolejowa w miejscowości Gałacz, w Okręgu Gałacz, w Rumunii. Stacja jest obsługiwana przez pociągi CFR Călători. Znajduje się na ważnej magistrali kolejowej nr 700 Bukareszt – Gałacz.
W Budynku dworca funkcjonuje poczekalnia, bar, posterunek policji, bankomat, apteka, restauracja, punkty usługowe, toaleta. Przed budynkiem dworca znajduje się postój taksówek oraz przystanki komunikacji publicznej.
W czerwcu 2014 CFR ogłosiło plany przebudowy dworca kolejowego kosztem 20 mln RON.

## Linie kolejowe
- Linia Bukareszt – Gałacz
- Linia Gałacz – Bârlad